# 須貝祐介
須貝 祐介（すがい ゆうすけ、1997年3月10日 - ）は、日本の元男子バレーボール選手である。

## 来歴
群馬県高崎市出身。家族の影響で小学3年生からバレーボールを始める。
群馬県立伊勢崎高等学校、東京学芸大学を経て、2018/19シーズン、V.LEAGUE DIVISION1 MEN（V1男子）に所属するVC長野トライデンツの内定選手となった。
2019年、大学卒業後に、VC長野トライデンツに入団した。2019/20シーズンにV1の試合に出場し、Vリーグデビューを果たした。
2022年、VC長野の副主将に就任した。
2023年、2022-23シーズンをもって現役を引退した。

## 所属チーム
- 群馬県立伊勢崎高等学校（2012-2015年）
- 東京学芸大学（2015-2019年）
- VC長野トライデンツ（2019-2023年）